# 長翅弄蝶
長翅弄蝶（学名：Badamia exclamationis），又名吶弄蝶、尖翅弄蝶、淡綠弄蝶、猿尾藤挵蝶、窄翅角紋弄蝶，为弄蝶科長翅弄蝶屬下的一个种。

## 描述
成蝶前翅長約22至29毫米，雌雄外形差異明顯。
雄蝶頭部披有乳白色毛髮，帶黑褐色斑。觸角褐色，末端彎鉤狀，腹面有乳黃色鱗片；口器為黑褐色。下唇鬚向前延伸，第1及第2節為乳白色並帶毛，第3節小而光滑、呈棒狀，為褐色。胸部覆蓋帶綠調的淡褐色毛，腹部暗褐具白紋，足部為乳白或乳黃色。
前翅狹長，外緣微突；後翅於CuA2與1A+2A脈之間凹陷。翅背面為褐色，基部帶綠調的黃褐色毛，前翅M3室、CuA1室及中室末端具乳黃色透明斑。翅腹面為淡灰褐色，後翅臀區有一暗斑，CuA2室有模糊乳黃短紋，前翅腹面後緣另有一淡乳黃斑塊。
雌蝶外形與雄蝶相近，但前翅的乳黃色透明斑更為鮮明，為主要辨識特徵。

## 分布
這種蝴蝶在臺灣主要出現在本島的低至中海拔地區，尤其在中南部較為常見，離島如蘭嶼也有發現。其分布範圍還包括東洋區及澳洲區。

## 棲地
它們偏好棲息於海岸林和常綠闊葉林。一年可繁殖多代，成蝶飛行迅速且活潑，喜歡訪花吸蜜。幼蟲則以黃褥花科的猿尾藤及西印度櫻桃（又稱巴貝多櫻桃）為食。